# Semiretsje-Kozakken

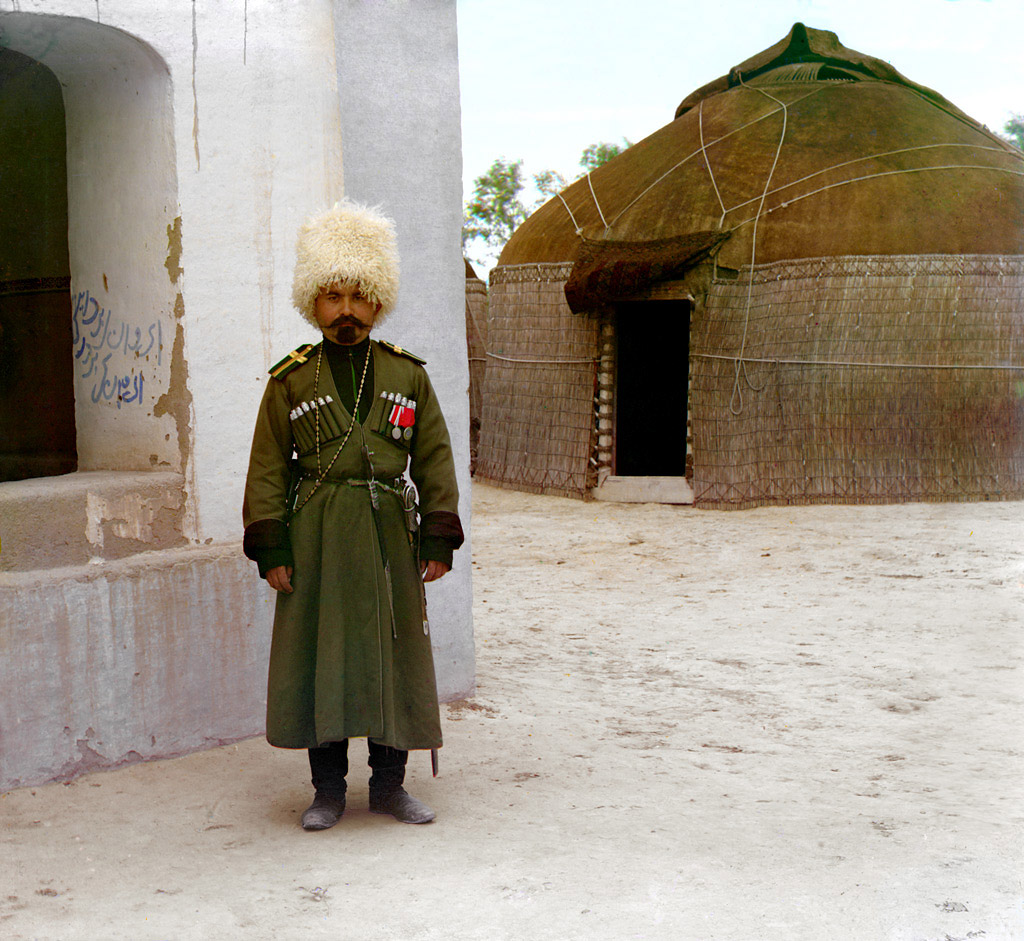
Semiretsje-Kozak begin 20e eeuw met een joert op de achtergrond.
(Foto Prokoedin-Gorski, ergens tussen 1905 en 1915)

De Semiretsje-Kozakkenvojsko (Russisch: Семиреченское казачье войско; Semiretsjenskoje kazatsje vojsko) of Semireki was een Kozakken-vojsko in het Russische Rijk. De vojsko bewoonde het geografische gebied Zevenstromenland (Semiretsje) in de oblast Semiretsje (nu onderdeel van Kazachstan) en gedeeltes van de huidige Kazachse oblastlar Almaty (Taldıqorğan), Jambıl (Taraz) en Şığıs Qazaqstan (Semey). Het had Verny (nu Almaty) als hoofdplaats.

## Geschiedenis
De vojsko ontstond in 1867 uit de 9e en 10e regimentele districten (полковые округа; polkovye okroega) van de vojsko van de Siberische Kozakken en werd bestuurd door een nakazy ataman, die tegelijkertijd de militaire gouverneur was van de oblast. Vanaf 1882 moest deze verantwoording afdragen aan de gouverneur-generaal van het gouvernement-generaal Steppe en vanaf 1899 aan die van het generaal-gouvernementTurkestan.
Begin 20e eeuw leverden de Semiretsje-Kozakken in tijden van vrede 1 cavalerieregiment (4 sotnia's) en 1 peloton bewakers en in tijden van oorlog 3 cavalerieregimenten en 12 gedetacheerde sotnia's.
De Semiretsje-Kozakken bezaten 7.440 km² aan landerijen, waaronder 710 km² landbouwgrond. begin 1894 bestond hun bevolkingsgroep uit ongeveer 32.500 personen (waaronder 7500 niet in het gebied woonachtigen; inogorodni) en in 1916 uit ongeveer 45.000 personen. In dat jaar brak een opstand uit onder de Kazachen en Kirgiezen, die bloedig werd neergeslagen door onder andere de Semiretsje-Kozakken en die op een wrede manier door de Semiretsje-Kozakken werd gewroken: mogelijk honderdduizenden Kirgiezen moesten hun landerijen verlaten, om ruimte te maken voor Russische kolonistenfamilies. Ook na de Russische Revolutie gingen deze wraakacties door.
De vojsko steunde net als de andere Kozakken-vojskoen (zoals de Orenburg-Kozakken en de Oeral-Kozakken) het tsaristische koloniale beleid in Russisch Midden-Azië en nam actief deel aan de verovering ervan. Ook vochten zij mee in de Eerste Wereldoorlog.
Tijdens de Russische Burgeroorlog bleef de welgestelde vojsko de tsaar en het Witte Leger steunen tegen de bolsjewieken. Toen echter de Tasjkent-sovjet hulp kreeg van het Rode Leger was het afgelopen met de vojsko. In april 1920 werd hun gebied ingenomen door de Sovjettroepen en werd hun vojsko opgeheven.

## Stanitsa's
De vojsko bestond aan het einde van de 19e eeuw uit 14 stanitsa's (Kozakkenplaatsen):
- Bolsjaja Almatinskaja (Большая Алматинская)
- Goloebovskaja (Голубовская)
- Kaskelenskaja (Каскеленская)
- Koksoejskaja (Коксуйская)
- Kopalskaja (Копальская)
- Lepsinskaja (Лепсинская)
- Maloalmatinskaja (Малоалматинская)
- Nadezjdinskaja (Надеждинская)
- Nikolajevskaja (Николаевская)
- Sarkanskaja (Сарканская)
- Sergiopolskaja (Сергиопольская)
- Sofiejskaja (Софийская)
- Oerdzjarskaja (Урджарская)